# Bauwerksname
Gebäudename, allgemeiner auch Bauwerksname, fachlich Oikodonym (gr. oikodomé ‚Gebäude‘ und ónyma ‚Name‘) nennt man den Namen eines Bauwerks (Gebäude im Sinne des Begriffs ist eine Unterform der Bauwerke). Gebäudenamen können in der aktuellen Ortsnamenforschung grundsätzlich als eigenständige Namenklasse gesehen werden, während die Namen verschiedener Gebäude wie Höfe, Schlösser, Burgen und Kapellen zugleich als Untergruppe zu den Siedlungsnamen gelten.

## Zum Begriff
Siedlungsnamen im weiteren Sinn (Oikonyme, zu gr. oĩkos ‚Unterkunft‘, Ortsnamen im engeren Sinne) sind innerhalb der Gruppe der Toponyme (Örtlichkeitsnamen, Ortsnamen i. w. S.) die Namen, die mit den Objekte menschlichen Tätigkeit in Bezug auf die Erdoberfläche „verbunden, vom Menschen geschaffen oder vervollkommnet sind“. Dazu zählen Siedlungen, Mikroobjekte innerhalb der Siedlungen, Verkehrswege und -routen, einzelne Gebäude, sakrale Bauten oder Friedhöfe.
Namen von Verkehrswegen zählen nicht zu den Siedlungsnamen im eigentlichen (engeren) Sinn und bilden in der aktuellen Ortsnamenforschung eine eigene Namenklasse.
Im Unterschied zu Ansiedlungen (Ortslagen), die im Allgemeinen ausnahmslos mit einem Eigennamen (lateinisch Nomen proprium) versehen sind, sind Bauwerke meist nur dann benannt, wenn sie herausragende Landmarken darstellen.

„In der Regel wird nicht jedes Gebäude und nicht jeder Bau proprial bezeichnet, sondern nur die bekanntesten, attraktivsten, interessantesten unter ihnen, z. B. der Zwinger, der Stephansdom, Schloss Sancoussi, Schloss Cecilienhof u. a.“

Dasselbe gilt für öffentliche Gebäude wie Krankenhäuser, für Gasthöfe, aber auch Infrastrukturbauwerke wie Stadttore oder Brücken. Wohnhäuser bleiben – bis auf die bäuerlichen Anwesen, und Stadthäuser nur regional und phasenweise – meist unbenannt; allgemein behilft man sich dann seit der Einführung des amtlichen Katasterwesens mit einer Bezeichnung Straßenname + Hausnummer.
Allgemein trägt meist nur ein ganzer Gebäudekomplex einen eigenen Namen; so bezeichnen die Hofnamen das ganze Anwesen oder der Name einer Burg die ganze Anlage, die einzelnen Gebäudeteile sind dann nur mit Sachbegriffen (lateinisch Kollektivum) bezeichnet, also das Haus, die Scheune, oder der Pallas und die Vorburg. Diese gehen dann proprial im Sprachgebrauch der Bewohner auf den Teil über, oder nähere Beschreibungen (Deskriptivum) werden zum Namen: Südflügel, Neugebäude, Haus am Tor.

## Systematik der Bauwerksnamen

### Nach Typus des Bauwerks
Systematisch lassen sich die Namen für Bauwerke nach Bauwerkstypus in folgende Gruppen fassen:
- Gebäudenamen als Übername der lokalen Urbanonyme: Siedlungs- und Wohnplätze, Einzelgehöfte und Hofstellen, und anderes mehr[5]
  - dazu gehören auch einfache Straße/Platz+Hausnummer-Bezeichner
- Oikodonyme, Gebäudenamen im eigentlichen Sinne
  - Hausnamen im engeren Sinne, die Namen der einzelnen Wohn- und Arbeitsgebäude
  - Ekklesionyme[6] (ekklesia ‚Versammlungsstätte‘): Klöster, Kirchen und andere Sakralbauten
  - Schulnamen, Namen für Bildungsstätten, die auf die Gebäude übergehen
  - u. v. a. m.
- Nekronyme[6] (nekrós ‚Toter‘) für Begräbnisstätten
- Dromonyme (drómos ‚Weg‘)[6] oder Hodonyme (hodós ‚Platz‘)[6] für Verkehrswege und urbanen Freiraum:
  - Prodonyme (pródos ‚Weg, Fortschritt‘):[6] Straßennamen für Straßen, Namen für Autobahnen, Wege, Eisenbahnstrecken sowie Brückennamen für Brücken und Namen für übrige Verkehrsbauwerke wie Tunnels usw.
  - Agoronyme (agorá ‚Platz‘),[6] Platznamen: Plätze

### Nach Herkunft des Namens (Etymologie)
Nach der Herkunft (Etymologie) lassen sie sich verschiedene Fälle unterscheiden:
- Lagenamen: Solche Namen geben eine „genaue topographische Beschreibung der Umgebung“[8] – häufig etwa in den Namen alter Burgen, oder wie Golden Gate Bridge (nach der Meerenge), aber auch Umschreibendes wie etwa Bellevue ‚Zur schönen Aussicht‘, Pension Matterhornblick
- Berufs- und andere Funktionsbezeichnungen: Bezeichnung der Funktion des Gebäudes – Schusterhäusl, Zum Schmied, Rathaus Musterstadt, Pionierkaserne
- Bewohner-, Besitzernamen und/oder Bauherrennamen – etwa Tonibauer, Maria-Theresien-Schlössel, Hundertwasserhaus, Chrysler Building
- Patronanzen, Würdigungen und Symbolismen: Kirchennamen nach dem Patrozinium, Segenswünsche wie Tor des Himmlischen Friedens, europäische mittelalterliche Bürgerhäuser nach dem Hauszeichen (Hausmarke, Handgemal) oder den Wappentieren des Adels nachgeformt wie Zum tänzelnden Pony, oder Taipeh 101 nach der zu erreichenden Bauhöhe, United States Capitol (nach dem Palast in Rom), John-Lennon-Mauer
- Bauwerksbeschreibungen wie Rotes Tor, Schloss Mirabell (‚Die Wunderschöne‘), Pentagon (‚Fünfeck‘), auch humoristisches wie Lipstick Building (‚Lippenstift-Gebäude‘ Philip Johnson), bis hin zu echten Spitznamen wie Krauthappel (‚Kohlkopf‘) für die Secession

## Sprachliches
Gebäudenamen können Simplicia (einzelne Namen) sein, Komposita oder synthetisch gebildet (Satzfragmente). Das Beistellen einer Bauwerkklasse ist allgemein üblich (Donaubrücke, Pfarrkirche zum hl. Florian, Hotel Zur Post), aber kein Muss. Die Morphologie alter Hausnamen umfasst etwa Grundglieder der obigen Typologie mit Ableitungselementen, wie ein allgemeines Ableitungssuffix -er oder -inger, die auch für Personen gelten, oder Diminutive wie bairisch -l (Ackerl, Gaßl)
Zum Genus gilt nach Duden: „Bezeichnungen, mit denen sich zunächst kein Genus verbindet und die als Namen für Hotels, Cafés, Kinos verwendet werden, sind – entsprechend dem Genus dieser drei Wörter – meist Neutra: das Continental, das Gloria, das Hilton; ich gehe ins Kranzler, ins Blum; das Royal, das Rex. Aber: die Schauburg (weil: die Burg), das Abendstudio (weil: das Studio), die Kurbel, die Filmbühne.“
Zur Deklination: „Der Gebäudename wird gebeugt, auch dann, wenn er in Anführungszeichen steht: der Besitzer der „Alten Post“, die Köche des „Nürnberger Hofs“. Soll der Gebäudename unverändert bleiben, dann muss umschrieben werden: im Gasthof „Alte Post“, die Köche des Hotels „Nürnberger Hof“.“

## Namensrecht
Allgemein gilt, dass das Namensgut des Altbestandes durchwegs tradiert ist, und so in die amtlichen Datenbestände des Vermessungswesens ab dem 18. Jahrhundert Eingang, und damit eine gewisse Verbindlichkeit gefunden hat (Kataster, amtliche Karten). Jüngere Bauten unterliegen durchwegs einem staatlich geregelten Bewilligungsprozess (Baubewilligung), in dessen Rahmen ein Name allfällig fixiert wird. Diese, aber auch andere rechtliche Vorgänge, etwa Denkmalkataster, haben aber nicht unbedingt eine normative Kraft, was den Gebäudenamen betrifft.
Durch die in den letzten Jahren aufgebauten EDV-Systeme, wie geographische Informationssysteme (GIS), herrscht zunehmend das Bestreben, das Namensgut geographischer Objekte, und damit auch der Gebäude, was Benennung und Schreibweise betrifft, verbindlich zu standardisieren.

### Österreich
In Österreich ist das Namensgebungsrecht für Gebäude eindeutig geregelt und liegt für „sonstige Siedlungsnamen“ beim Besitzer, sonst auch bei der Gemeinde als Baubehörde 1. Instanz, nur bei Erbhöfen beim Land.
Für allgemeines geographische Namensgut sind das Ortsverzeichnis (OVZ) des Österreichischen Statistischen Zentralamtes (STAT, ehem. ÖSTAT), die Österreichische Karte 1:50.000 (ÖK50) und die Datenbank GEONAM des Bundesamtes für Eich- und Vermessungswesen (BEV) vorhanden. Deren Daten werden im Rahmen von Volkszählungen (STAT), und über Nachfrage bei den Gemeinden (BEV) ermittelt. Eine Empfehlung der Österreichischen Raumordnungskonferenz (ÖROK) von 1998 hat nahegelegt, dass dieser Datenbestand „für den amtlichen Gebrauch verbindlich sein [soll], da sie auf Angaben der rechtlich zuständigen Stellen beruhen.“ Das betrifft besonders Gebäude in Einzellage, und solche, die aus alten Kartenwerken her als Einzellage benannt sind (etwa Gehöfte, die heute schon größere Orte sind).
Weiteres – nicht verbindliches – Material entstammt der Arbeit des Instituts für Militärisches Geowesen (IMG) und des Hydrographischen Zentralbüros (HZB), der Arbeitsgemeinschaft für Kartographische Ortsnamenkunde (AKO) der Österreichischen Kartographischen Kommission (ÖKK) in der Österreichischen Geographischen Gesellschaft (ÖGG) und der Österreichischen Akademie der Wissenschaften, sowie den Nomenklatur- und Ortsnamenkommissionen der Länder und den Landesarchiven. Daneben gibt es die Bescheide des Bundesdenkmalamtes, was die Unterschutzstellung nach § 2 DMSG betrifft; zahlreiche öffentliche Gebäude sind auch in Bundes- und Landesgesetzen durch den Eigentümer definiert (so etwa Schulnamen im SchOG II. Hauptstück).

### Schweiz
In der Schweiz sind die geografischen Namen in der Verordnung über die geografischen Namen (GeoNV) geregelt.